# Isabella Island
Isabella Island är en ö i Australien. Den ligger i delstaten Tasmanien, i den sydöstra delen av landet, omkring 310 kilometer norr om delstatshuvudstaden Hobart.
Genomsnittlig årsnederbörd är 820 millimeter. Den regnigaste månaden är augusti, med i genomsnitt 103 mm nederbörd, och den torraste är januari, med 23 mm nederbörd.